# (1594) Danjon
(1594) Danjon – planetoida z grupy pasa głównego asteroid okrążająca Słońce w ciągu 3 lat i 154 dni w średniej odległości 2,27 au. Została odkryta 23 listopada 1949 roku w Algiers Observatory w Algierze przez Louisa Boyera. Nazwa planetoidy pochodzi od André Danjona (1890–1967), francuskiego astronoma, dyrektora obserwatorium paryskiego oraz przewodniczącego MUA. Przed nadaniem nazwy planetoida nosiła oznaczenie tymczasowe (1594) 1949 WA.